# The Great Wall of China (film 1913)
The Great Wall of China è un cortometraggio muto del 1913.

## Produzione
Il film, un documentario girato sulla Grande muraglia cinese, fu prodotto dalla Selig Polyscope Company.

## Distribuzione
Distribuito dalla General Film Company, il film - un breve documentario di 75 metri - uscì nelle sale cinematografiche statunitensi il 13 marzo 1913. Nelle proiezioni, veniva programmato con il sistema dello split reel, accorpato in un'unica bobina con un altro cortometraggio prodotto dalla Selig, il drammatico The Fugitive.